# گروه صنایع پتروشیمی خلیج فارس
گروه صنایع پتروشیمی خلیج فارس (به انگلیسی: Persian Gulf Petrochemical Industries Company یا به‌اختصار PGPIC) بزرگ‌ترین هلدینگ پتروشیمی ایران و دومین شرکت بزرگ پتروشیمی در خاورمیانه پس از سابک عربستان سعودی است. این هلدینگ در سال ۱۳۸۹ در راستای سیاست‌های خصوصی‌سازی و اجرای اصل ۴۴ قانون اساسی با واگذاری سهام شرکت‌های پتروشیمی از سوی شرکت ملی صنایع پتروشیمی تأسیس شد و در سال ۱۳۹۲ با نماد فارس وارد بورس اوراق بهادار تهران شد.

## تاریخچه
گروه صنایع پتروشیمی خلیج فارس در سال ۱۳۸۹ با انتقال مالکیت ۱۵ شرکت پتروشیمی و خدماتی از شرکت ملی صنایع پتروشیمی ایران به بخش غیردولتی شکل گرفت. این شرکت در سال ۱۳۹۲ وارد بازار بورس شد و سهام آن با نماد فارس (نماد بورسی) یکی از تأثیرگذارترین نمادهای بورس اوراق بهادار تهران به‌شمار می‌آید.

## ساختار و مالکیت
دفتر مرکزی این هلدینگ در تهران، خیابان کریم‌خان زند قرار دارد. سهامداران اصلی آن عبارتند از:
- سهام عدالت – ۴۰٪
- شرکت ملی صنایع پتروشیمی ایران – ۱۸٫۷۴٪
- شرکت سرمایه‌گذاری صندوق بازنشستگی صنعت نفت – ۱۱٫۸۹٪
- شرکت سرمایه‌گذاری نفت، گاز و پتروشیمی تأمین (تاپیکو) – ۷٫۶٪

## شرکت‌های تابعه
هلدینگ خلیج فارس دارای بیش از ۱۵ شرکت تولیدی و خدماتی در صنعت پتروشیمی است. برخی از شرکت‌های زیرمجموعه عبارتند از:
- پتروشیمی بندرامام
- پتروشیمی اروند
- پتروشیمی تندگویان
- پتروشیمی نوری
- پتروشیمی بوعلی سینا
- پتروشیمی پارس
- پتروشیمی کارون
- پتروشیمی ایلام
- فجر انرژی خلیج فارس
- مبین انرژی خلیج فارس
- پالایشگاه گاز بیدبلند خلیج فارس
- پالایشگاه گاز هویزه خلیج فارس
- شرکت عملیات غیرصنعتی پازارگاد
- شرکت مدیریت توسعه صنایع پتروشیمی
- شرکت ان‌پی‌سی اینترنشنال
- کارگزاری خلیج فارس

## محصولات و فعالیت‌ها
هلدینگ خلیج فارس عمدتاً در زمینه تولید و صادرات محصولات پتروشیمی فعالیت می‌کند. محصولات اصلی آن شامل:
- پلیمرها (پلی‌اتیلن، پلی‌پروپیلن، پلی‌وینیل کلراید)
- مواد شیمیایی پایه (متانول، آمونیاک، اوره)
- آروماتیک‌ها (بنزن، تولوئن، زایلن)

## عملکرد مالی و صادرات
در سال ۱۴۰۲، فروش هلدینگ به بیش از ۵۰۹ هزار میلیارد تومان رسید. ارزش بازار نماد فارس (نماد بورسی) تا دی ماه ۱۴۰۱ به ۴۵۴٫۷ هزار میلیارد تومان رسید. طبق برنامه‌های توسعه‌ای، فروش سال ۱۴۰۳ می‌تواند به بیش از ۷۰۰ هزار میلیارد تومان برسد. میزان صادرات هلدینگ نیز در سال گذشته از مرز ۶ میلیارد دلار عبور کرد.

## مدیران عامل
| نام               | دوره مدیریت         | سوابق و توضیحات                                                                                                  |
| ----------------- | ------------------- | --- |
| جعفر ربیعی        | ۱۳۹۶ تا دی ۱۴۰۰     | دارای سابقه مدیریتی در شرکت‌های پتروشیمی؛ در دوره او توسعه شرکت‌های زیرمجموعه سرعت گرفت.                           |
| عبدالعلی علی‌عسگری | دی ۱۴۰۰ تا آذر ۱۴۰۳ | دکترای مهندسی صنایع؛ رئیس سابق سازمان صدا و سیما؛ در دوره او، هلدینگ به رتبه ۲۷ جهانی در رتبه‌بندی ICIS دست یافت. |
| محمد شریعتمداری   | از آذر ۱۴۰۳ تاکنون  | وزیر سابق تعاون، کار و رفاه اجتماعی و وزیر اسبق صنعت، معدن و تجارت؛ دارای سوابق در ستاد اجرایی فرمان امام.       |